# Franz Mader (Politiker, 1912)
Franz Mader (* 28. Januar 1912 in Mitteldorf bei Rokitnitz im Adlergebirge, Böhmen; † 24. Oktober 1988 in Bielefeld) war ein deutscher Politiker und Vertriebenenfunktionär. Der ehemalige Wehrmachtsoffizier (Oberst) und Jurist saß von 1967 bis 1980 für die FDP und später die CDU im Landtag Nordrhein-Westfalens. Zudem war er ab 1967 Landesvorsitzender, ab 1973 stellvertretender Bundesvorsitzender und schließlich Ehrenvorsitzender des Bundesvorstandes der Landsmannschaft Schlesien.

## Leben
Nach dem Abitur an einem humanistischen Gymnasium studierte Mader Rechts-, Staats- und Wirtschaftswissenschaften an der Universität Breslau. Er legte das erste und zweite juristische Staatsexamen ab. Während seines Studiums wurde er 1932 Mitglied der Burschenschaft Arminia Breslau (mit deren Altherrenschaft er sich 1954 der Alten Breslauer Burschenschaft der Raczeks zu Bonn anschloss). Ebenfalls 1932 trat er der Sturmabteilung (SA) bei, in der er den Rang eines Sturmmanns erreichte. Er beantragte am 11. Juni 1937 die Aufnahme in die NSDAP und wurde rückwirkend zum 1. Mai desselben Jahres aufgenommen (Mitgliedsnummer 4.661.999).
Im Zweiten Weltkrieg war er zunächst Soldat der deutschen Wehrmacht und stieg bis zum Regimentskommandeur auf. Er stellte sich als Oberst der Reserve der 1955 neu gegründeten Bundeswehr zur Verfügung.
1948 wurde er Rechtsanwalt, 1958 Notar.
1956 trat Mader in die FDP ein und war über zwei Jahrzehnte im Bielefelder Stadtparlament tätig. 1967 rückte er als Abgeordneter in den Landtag von Nordrhein-Westfalen nach und wurde 1970 wiedergewählt. Er stand dem Bezirk Ostwestfalen-Lippe vor, dem mitgliederstärksten Bezirk der FDP. Im Juni 1970 gehörte er neben Erich Mende zu den Mitbegründern der Nationalliberalen Aktion, die aus Ablehnung der sozialliberalen Koalition und vor allem ihrer Ostpolitik die Abwahl Walter Scheels als FDP-Bundesvorsitzenden forderte. Nach der Bestätigung Scheels auf dem Bundesparteitag traten Mader und die NLA aus der FDP aus. Zum 1. Dezember 1971 trat er der CDU bei.
Bei der Landtagswahl 1975 errang Mader für die CDU das Direktmandat im Wahlkreis Bielefeld-Stadt gegen den kandidierenden sozialdemokratischen Oberbürgermeister Herbert Hinnendahl. Es war das einzige Mal, dass die CDU diesen Wahlkreis gewinnen konnte. 1980 stellte er sich nicht mehr zur Wiederwahl für den Landtag in NRW.
Mader war ab 1967 Landesvorsitzender der Landsmannschaft Schlesien in Nordrhein-Westfalen, ab 1973 stellvertretender Bundesvorsitzender und war gleichzeitig Stellvertreter im Vorstand der Stiftung Schlesien. Später wurde er Ehrenvorsitzender des Bundesvorstands der Landsmannschaft Schlesien.

## Auszeichnungen
- Eisernes Kreuz (1939) II. und I. Klasse
- Deutsches Kreuz in Gold am 13. September 1942 als Oberleutnant d. R. und Kompaniechef 6./Infanterie-Regiment 276[5]
- Ritterkreuz des Eisernen Kreuzes am 12. Dezember 1944 als Major der Reserve und Bataillons-Kommandeur I./Grenadier-Regiment 576[5]
- Ehrenblattspange des Heeres am 25. November 1944[5]
- Verwundetenabzeichen (1939) in Gold
- Verdienstorden 1. Klasse der Bundesrepublik Deutschland (1975)
- Schlesierschild (1985)
- Großes Verdienstkreuz des Verdienstordens der Bundesrepublik Deutschland (1980)